# Antonia Santos

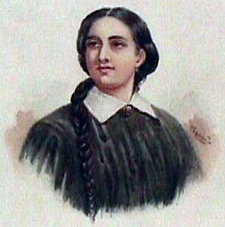
Antonia Santos, Aquarell von Roberto Páramo, 1910

María Antonia Santos Plata (* 10. April 1782 in Pinchote, Provincia de Pamplona, Vizekönigreich Neugranada; † 28. Juli 1819 in Socorro) war eine kolumbianische Freiheitskämpferin. Sie gilt als Heldin des Kampfs für die Unabhängigkeit des Landes.

## Leben und Wirken
Santos war die Tochter von Pedro Santos Meneses und Petronila Plata Rodríguez. Sie wuchs auf der Hazienda El Hatillo und erhielt dort die typische rudimentäre Ausbildung, wie andere Frauen zu jener Zeit: Hausarbeit und Religion sowie Kenntnisse in Rechnen, Schreiben, Grammatik und Lesen. Hauptsächlich war sie in der Feldarbeit tätig. Nach dem Tod ihrer Mutter übernahm sie als älteste Tochter deren Aufgaben.
In der Stadt Socorro war 1781 die Aufstand der Comuneros ausgebrochen. Die Guerillabewegung der Region unterstützte in den 1810er Jahren den mehrjährigen Kampf Simón Bolívars für die Unabhängigkeit von Neugranada. Die Coromoro- oder Santos-Guerilla gehörte zu den ersten, die ab 1817 gegen der Terror der spanischen Reaktion vorgingen. Diese Guerilla wurde von Antonia Santos Plata organisiert und unterstützt und hatte El Hatillo als Zentrum ihrer Aktivitäten. Ihr Bruder Fernando gehörte zu den Anführern dieser Guerilla. Anfangs hatte die Guerilla vierzig Mitglieder, später wuchs sie und teilte sich in mehrere Gruppen auf. Ende Juli und Anfang August 1819 waren sie an den Siegen bei den Schlachten in den Vargassümpfen und an der Brücke von Boyacá beteiligt.
Vor diesen Siegen war jedoch eine spanische Militärabteilung überraschend auf El Hatillo eingetroffen. Antonia Santos, ihr minderjähriger Bruder Santiago sowie andere Personen wurden am 12. Juli verhaftet und im Gefängnis von Socorro eingesperrt. Als Feinde der Sache des Königs und wegen Majestätsbeleidigung wurde vier Tage später gegen Antonia Santos und Isidro Bravo sowie Pascual Becerra das Todesurteil verhängt. Am 28. Juli 1819, drei Tage nach der Schlacht in den Vargassümpfen, wurden Santos, Bravo und Becerra um halb elf Uhr morgens erschossen. Ihrem Bruder Santiago, der sie zur Hinrichtung begleitete, übergab sie ihren Schmuck und ihr Testament. Sie wurde in der Capilla del Divino Niño in Socorro beigesetzt.

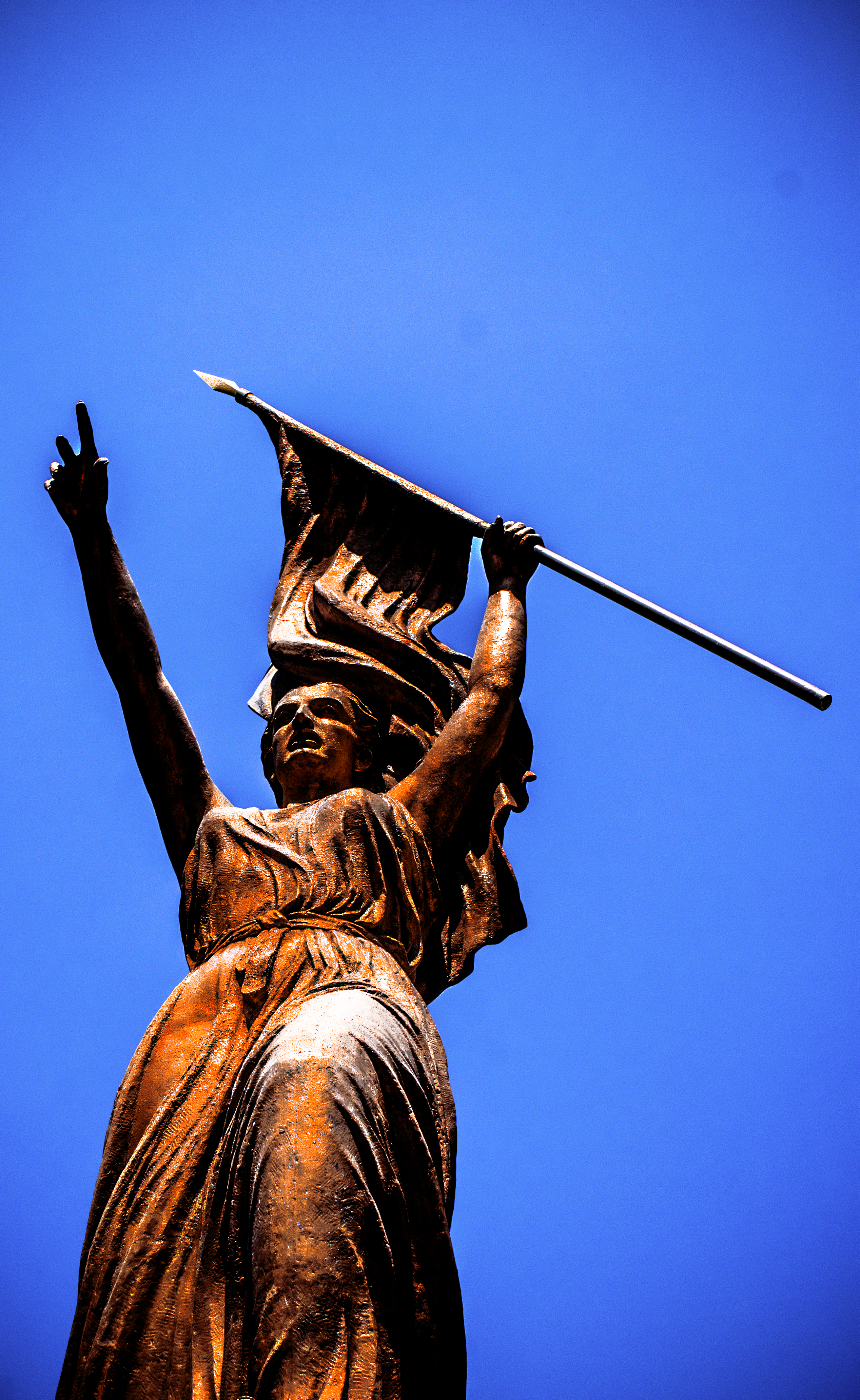
Denkmal in Socorro

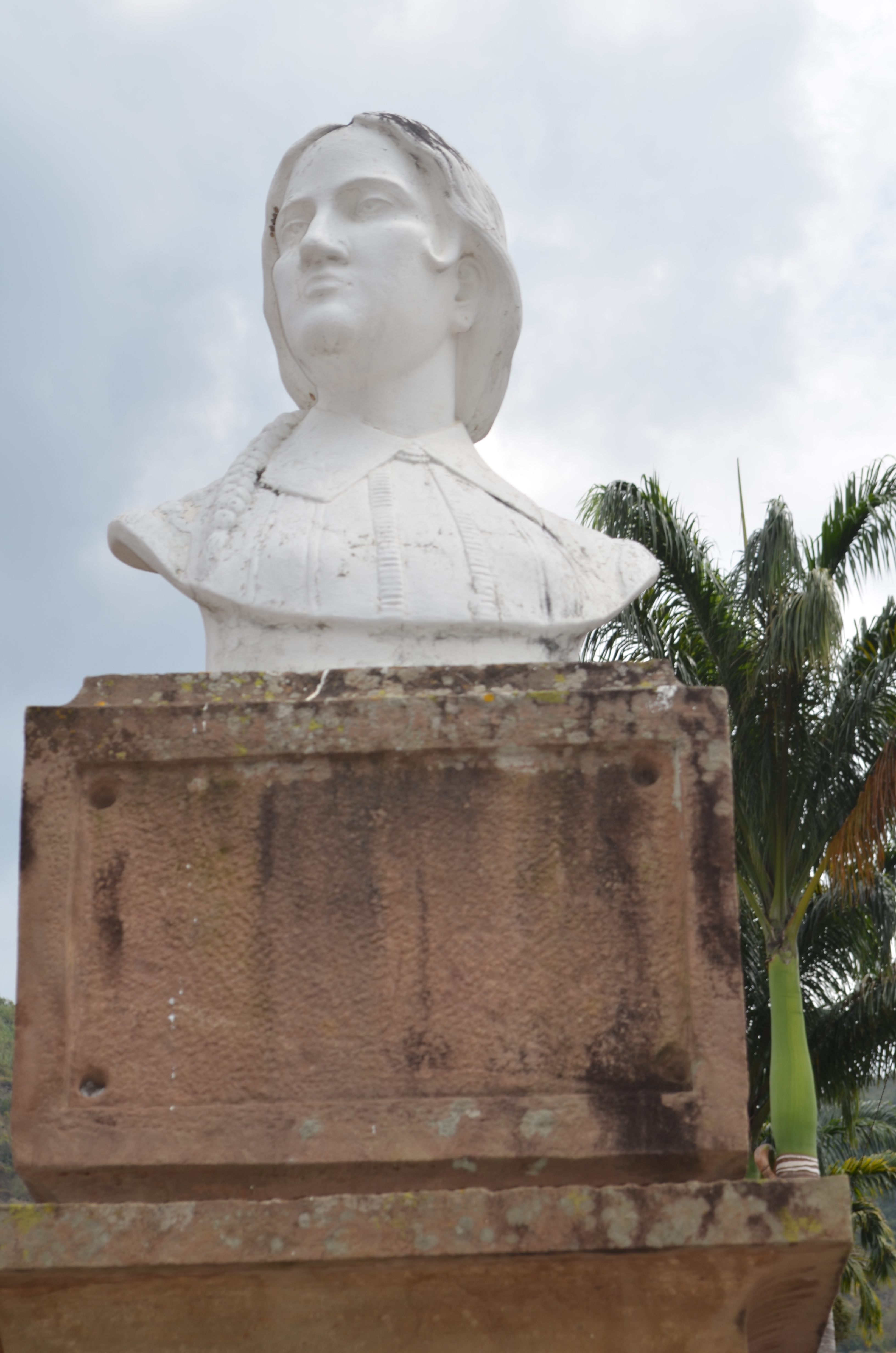
Büste in Pinchote

Frauen spielten eine große Rolle im Unabhängigkeitskrieg, einige arbeiteten in der Guerilla mit, andere überbrachten geheime Nachrichten und wieder andere begleiteten als „Juanas“ ihre Ehemänner in Feldzügen. Policarpa Salavarrieta und Manuela Sáenz zählen ebenfalls als Heldinnen im Kampf für die Befreiung Südamerikas.

## Gedenken
Ein Standbild von Antonia Santos ist in Socorro aufgestellt, ihre Büste im Geburtsort Pinchote.
Ein Bataillon des kolumbianischen Heeres erhielt den Namen 1986 „Antonia Santos“.
Zum 200-jährigen Jubiläum der Unabhängigkeit des Landes erschien 2011 ein Briefmarkenheft mit den Bildnissen von zehn südamerikanischen Frauen, darunter waren Santos, Salavarrieta und Sáenz.
Vom Spielfilm Antonia Santos, der 1944 zwei Wochen lang gezeigt wurde, ist nur noch ein Fragment von 45 Sekunden Dauer erhalten.

## Familie
Nachkommen ihres Bruders José María Santos Plata sind:
- Francisco Santos Galvis (1848–1900), Journalist und Politiker; Sohn
- Eduardo Santos Montejo (1888–1974), Journalist und Politiker, von 1938 bis 1942 Präsident Kolumbiens; Sohn des vorgenannten
- Enrique Santos Castillo (1917–2001), Journalist und Chefredakteur von El Tiempo; Bruder des vorgenannten
- Juan Manuel Santos Calderón (* 1951), Politiker und Minister, von 2010 bis 2018 Präsident Kolumbiens; Sohn des vorgenannten.

## Belege
1. 1 2 3  enciclopedia.banrepcultural.org: Antonia Santos Plata. (spanisch, abgerufen am 9. Dezember 2023)

| Personendaten    | Personendaten                                                                                     |
| ---------------- | ------------------------------------------------------------------------------------------------- |
| NAME             | Santos, Antonia                                                                                   |
| ALTERNATIVNAMEN  | Santos Plata, María Antonia; Santos Plata y Meneses Rodríguez, María Antonia (vollständiger Name) |
| KURZBESCHREIBUNG | kolumbianische Unabhängigkeitskämpferin                                                           |
| GEBURTSDATUM     | 10. April 1782                                                                                    |
| GEBURTSORT       | Pinchote, Provincia de Pamplona, Vizekönigreich Neugranada                                        |
| STERBEDATUM      | 28. Juli 1819                                                                                     |
| STERBEORT        | Socorro, Vizekönigreich Neugranada                                                                |